# Nick Lima
Nicholas „Nick” Lima (ur. 17 listopada 1994 w Castro Valley) – amerykański piłkarz występujący na pozycji prawego obrońcy, reprezentant Stanów Zjednoczonych, od 2025 roku zawodnik San Jose Earthquakes.